# Genetyllis gracilis
Genetyllis gracilis är en ringmaskart som först beskrevs av Johan Gustaf Hjalmar Kinberg 1866.  Genetyllis gracilis ingår i släktet Genetyllis och familjen Phyllodocidae.
Artens utbredningsområde är havet kring Nya Zeeland. Inga underarter finns listade i Catalogue of Life.